# Kitayama
Kitayama (北山村, Kitayama-mura) és un poble del Japó que pertany al districte de Higashimuro, a la prefectura de Wakayama. No obstant això, Kitayama és un enclavament que es troba a la frontera entre la prefectura de Mie i la prefectura de Nara.

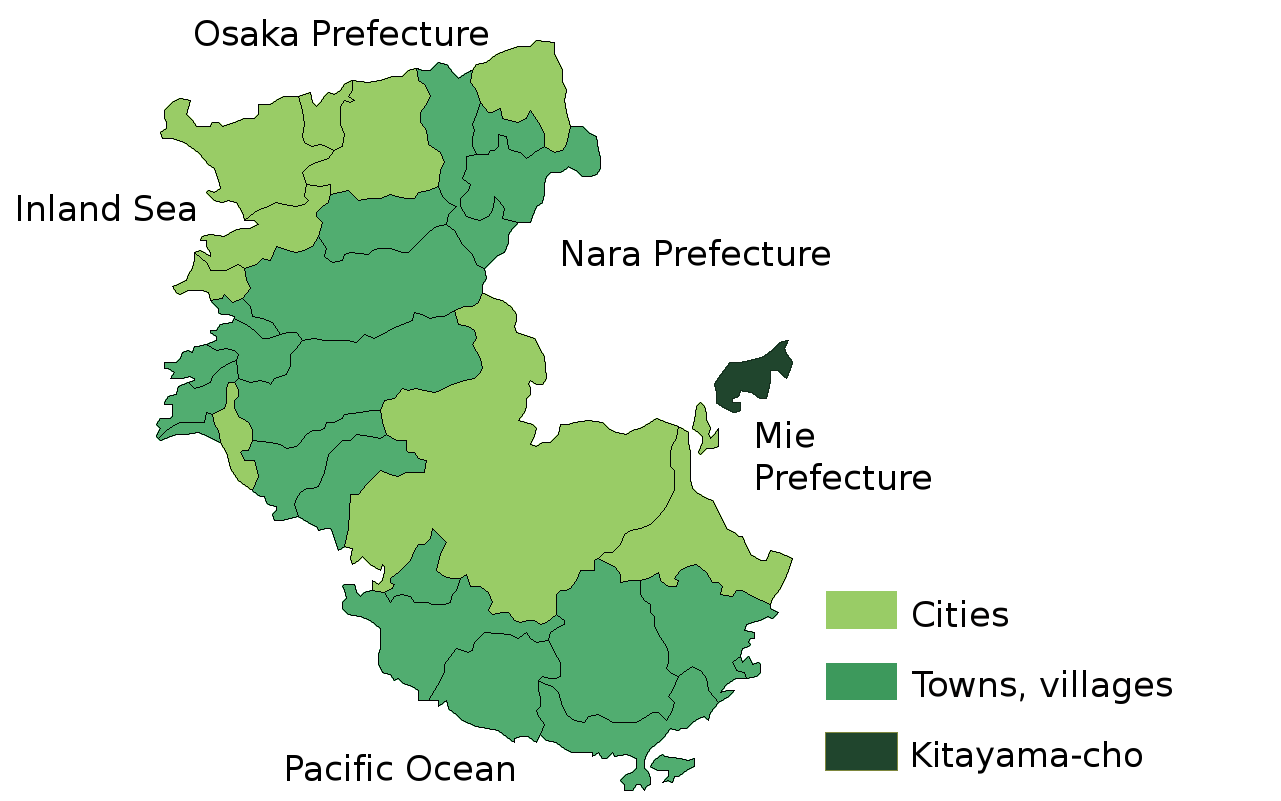
Localització de Kitayama a la prefectura de Wakayama.

L'any 2003, la vila tenia una població estimada de 619 habitants i una densitat de població de 12,84 persones per km². L'àrea tota és de 48,21 km².
Kitayama és l'únic poble que resta a la prefectura de Wakayama. Kitayama és coneguda al Japó perquè hi creix un fruita anomenada jabara, que es considera una potent cura per la febre del fenc.